# Monarquia hereditària
La monarquia hereditària és la forma més comuna de monarquia. La corona es passa entre membres de la mateixa família o dinastia. Aquest sistema compta amb els avantatges de l'estabilitat, la continuïtat i la previsibilitat. Quan el rei o la reina mor o abdica, el poder passa a mans d'algú de la propera generació, usualment per ordre d'edat. Normalment l'ordre de successió es fixa mitjançant una llei específica. Prima l'edat, però en el passat es van emprar altres paràmetres com la rotació o el tanistry irlandès.
Una qüestió específica és l'ordre dels homes i les dones. La llei sàlica, per exemple, fixa que tenen preferència els barons de la família, tot i que no exclou l'accés al tron de les dones, com sí que passa en l'anomenada successió agnatícia. Per contra, la successió cognatícia no té en compte el sexe de l'hereu sinó només qui és el fill o la filla gran dels actuals reis.
La monarquia hereditària pot ser electiva, en el sentit que es pot elegir monarca però només entre els membres de la família que compleixin determinats requisits. Aquest mètode, usual en el passat, solia consistir en el fet que el rei elegia el seu successor ja en vida i influïa la voluntat de la cort, de manera que en morir aquests escollien el candidat desitjat. Aquest sistema va ser freqüent a l'edat mitjana, si bé les regles de la majoria de països es van fixar a començament de l'Edat moderna per garantir una monarquia hereditària sòlida.